# San Luis Potosí (město)
San Luis Potosí je město v Mexiku, hlavní a největší město stejnojmenného státu ve středu země.
Patří k největším městům Mexika, podle sčítání obyvatel z roku 2020 bylo s 845 941 obyvateli devatenácté. Metropolitní oblast o rozloze 2401,9 km², která zahrnuje mj. ještě město Soledad, měla toho roku 1 271 366 obyvatel a byla dvanáctá největší v zemi. San Luis Potosí se nachází v nadmořské výšce 1864 m a má studené semiaridní klima (BSk).
V roce 1583 v oblasti vznikla františkánská misie. Město bylo oficiálně založeno 3. listopadu 1592 pro pracovníky dolů v nedalekém Cerro de San Pedro, kde byl pro zřízení větší osady nedostatek vody. V době francouzské invaze v 60. letech 19. století – za vlády Benita Juáreze – bylo San Luis Potosí krátce sídlem vlády. Pojmenováno bylo podle svatého Ludvíka IX., francouzského krále, a bolivijského těžebního města Potosí.

## Partnerská města
- Spokane (Washington), USA
- Tulsa (Oklahoma), USA
- Pico Rivera (Kalifornie), USA
- St. Louis (Missouri), USA
- Pharr (Texas), USA
- Azusa (Kalifornie), USA
- McAllen (Texas), USA
- Almadén, Španělsko
- Santander, Španělsko
- Sant Joan de les Abadesses, Španělsko
- Potosí, Bolívie
- Guadalajara (Jalisco), Mexiko
- Aguascalientes (Aguascalientes), Mexiko
- Guadalupe (Zacatecas), Mexiko
- Zacatecas (Zacatecas), Mexiko
- Ciudad Victoria (Tamaulipas), Mexiko
- Ciudad Guzmán (Jalisco), Mexiko
- Idrija, Slovinsko
- Manizales, Kolumbie
- Bucaramanga, Kolumbie
- Antigua Guatemala, Guatemala[3]